# Papier litograficzny
Papier litograficzny to rodzaj papieru stosowanego w technice druku z kamienia litograficznego. 
W technice litograficznej formą drukową jest kamień litograficzny zwilżany farbą (w miejscach oleofilnych) i wodą (miejscach hydrofilnych). Papier ma bezpośredni kontakt z tak zwilżoną formą drukową i dlatego cechuje go nierozciągliwość i wodoodporność. Produkowany jako papier satynowany klasy II, III i IV, o gramaturach 90-140 g/m².